# Aérodrome de Diên Biên Phu
L'aéroport de Diên Biên Phu (code IATA : DIN • code OACI : VVDB) est un petit aéroport du nord-ouest du Viêt Nam qui dessert la ville de Ðiện Biên Phủ, le chef-lieu de la province Dien Bien.
Il était utilisé par l'armée française durant la guerre d'Indochine. Il se nommait alors « Aéroport de Muong Thanh ».
Son unique piste en béton, d'une longueur de 1830 m, est capable d’accueillir les avions de transport régionaux similaires à l'ATR 72.
Vietnam Airlines assure une liaison bi-hebdomadaire vers Nội Bài (Hanoi)[réf. nécessaire].
En ce moment[Quand ?], cet aéroport est agrandi pour être classifié 4D par l'Organisation de l'aviation civile internationale (OACI) avec une piste en béton de 2400 m × 45 m pour accueillir des Airbus A320 ou A321[réf. nécessaire].

## Situation

### Carte des aéroports du Viêtnam
| Vân Đồn (2018) Thọ Xuân Chu Lai Liên Khuong Đà Nẵng Hải Phòng Cat Bi Hanoï Saïgon Nha Trang Phú Quốc Vinh Buôn Ma Thuôt Cà Mau Côn Đảo Đồng Hới Pleiku Phù Cát Phú Bài Rach Gia Nà Sản Đông Tác Vũng Tàu Cần Thơ Diên Biên Phu Quảng Trị |